# 落石駅
落石駅（おちいしえき）は、北海道根室市落石東にある北海道旅客鉄道（JR北海道）根室本線（花咲線）の駅である。電報略号はオシ。事務管理コードは▲110451。

## 歴史

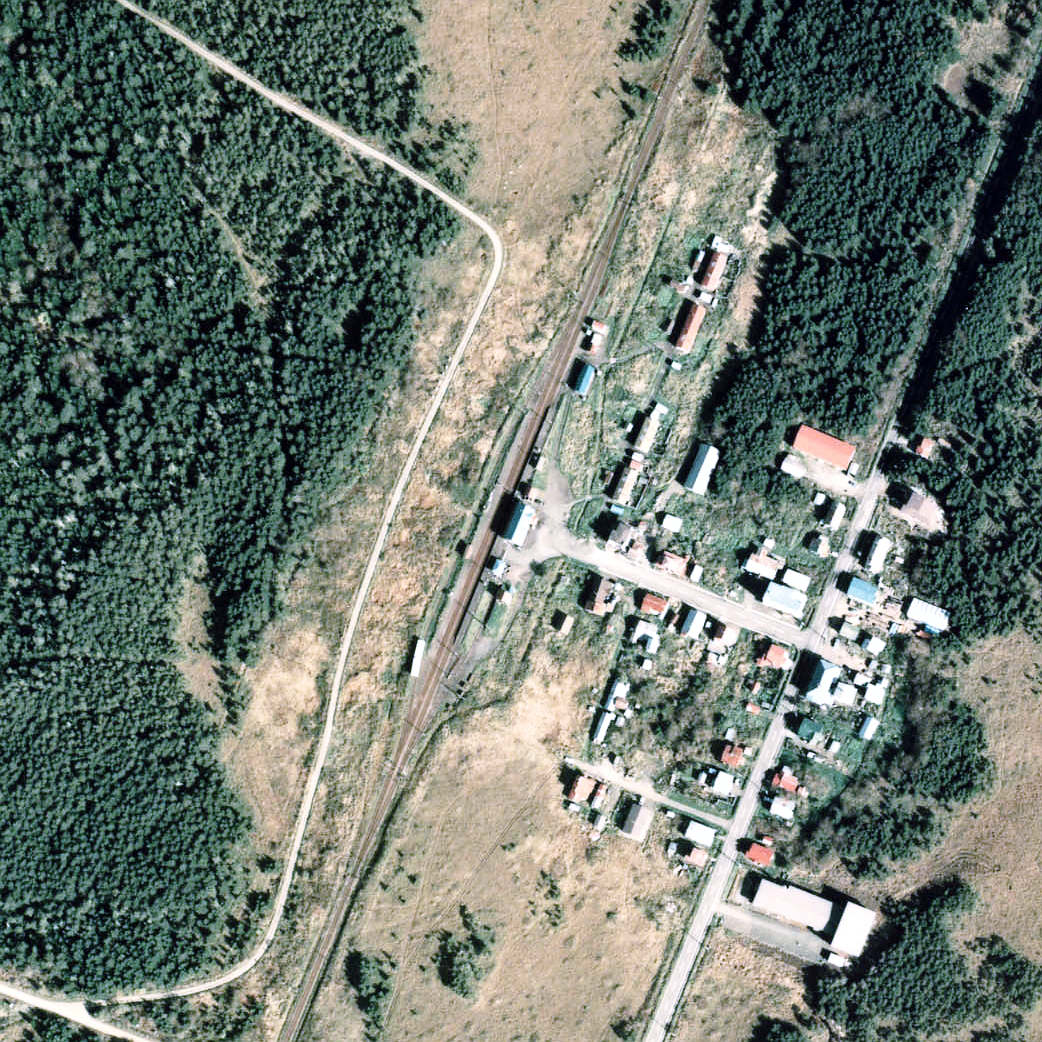
1978年の落石駅と周囲約500m範囲。右が根室方面。相対式ホーム2面2線、駅裏に副本線、駅舎横の釧路側に櫛状の貨物ホームと引込み線を有し、隣の別当賀駅を180°回転させたような駅。白い冷蔵貨物車が2台留置されているが、ここも別当賀駅と同じく次年度の貨物取扱い廃止を控えて、ストックヤードには貨物がない。中心地である落石漁港（右下方向）とは少し離れている。

- 1920年（大正9年）11月10日：鉄道省釧路本線（→根室本線）厚床駅 - 西和田駅間延伸に伴い開業、一般駅[3]。
- 1949年（昭和24年）3月9日：電灯点灯開始[4]。
- 1979年（昭和54年）7月15日：貨物扱い廃止[5]。
- 1984年（昭和59年）2月1日：荷物扱い廃止[5]。
- 1986年（昭和61年）11月1日：無人化[5]。
- 1987年（昭和62年）4月1日：国鉄分割民営化により、北海道旅客鉄道（JR北海道）の駅となる[6]。
- 1992年（平成4年）4月1日：簡易委託廃止、完全無人化。

### 駅名の由来
地名より。

## 駅構造
相対式ホーム2面2線を有する地上駅。保線のための側線も敷設されている。
根室駅管理の無人駅。
駅舎には待合所のみ設置されている。根室方面に構内踏切がある。

### のりば
| 番線 | 路線                 | 方向 | 行先     |
| ---- | -------------------- | ---- | -------- |
| 1    | ■根室本線 （花咲線） | 上り | 釧路方面 |
| 2    | ■根室本線 （花咲線） | 下り | 根室方面 |

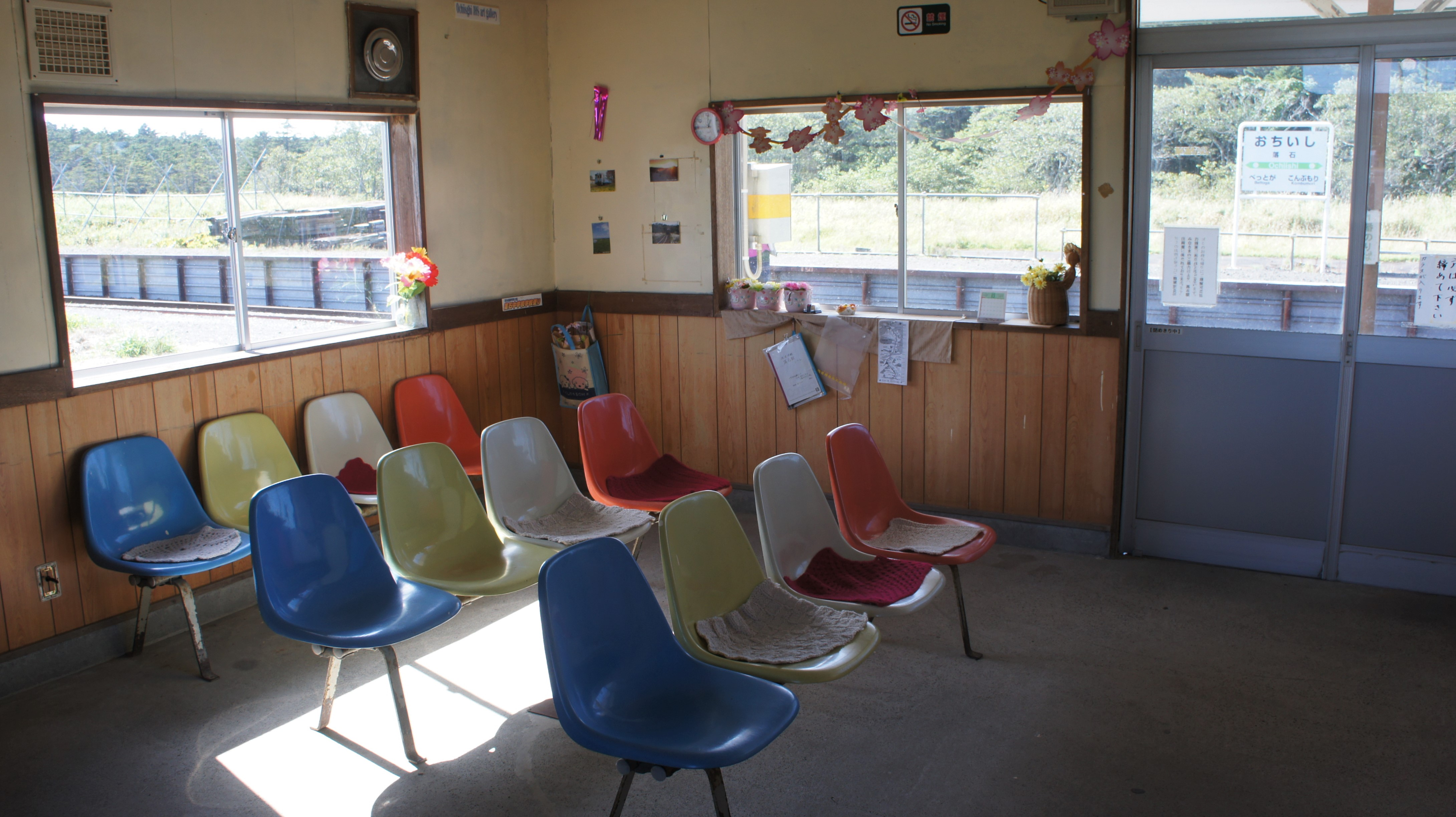
待合室（2018年9月）
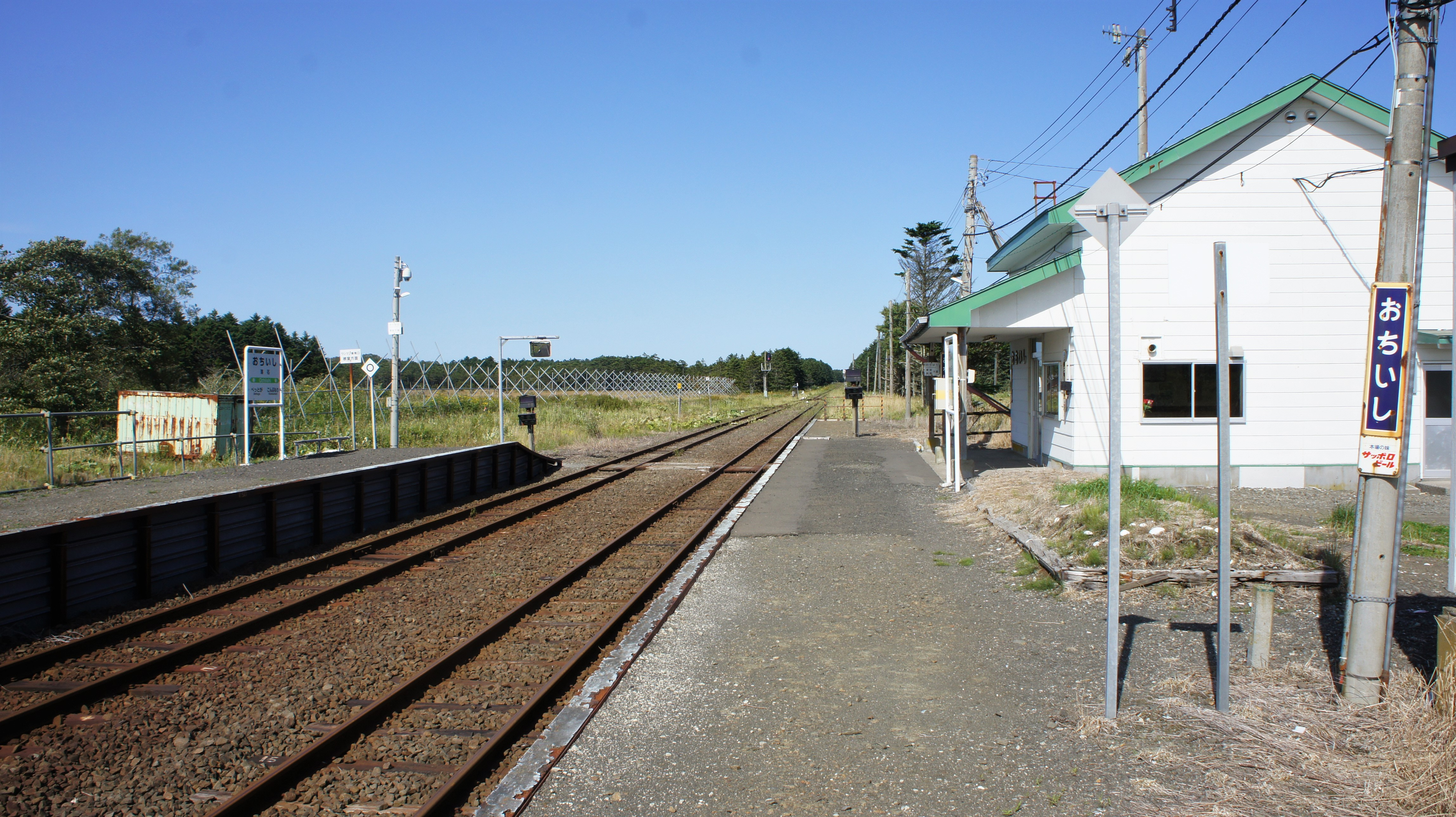
ホーム（2018年9月）
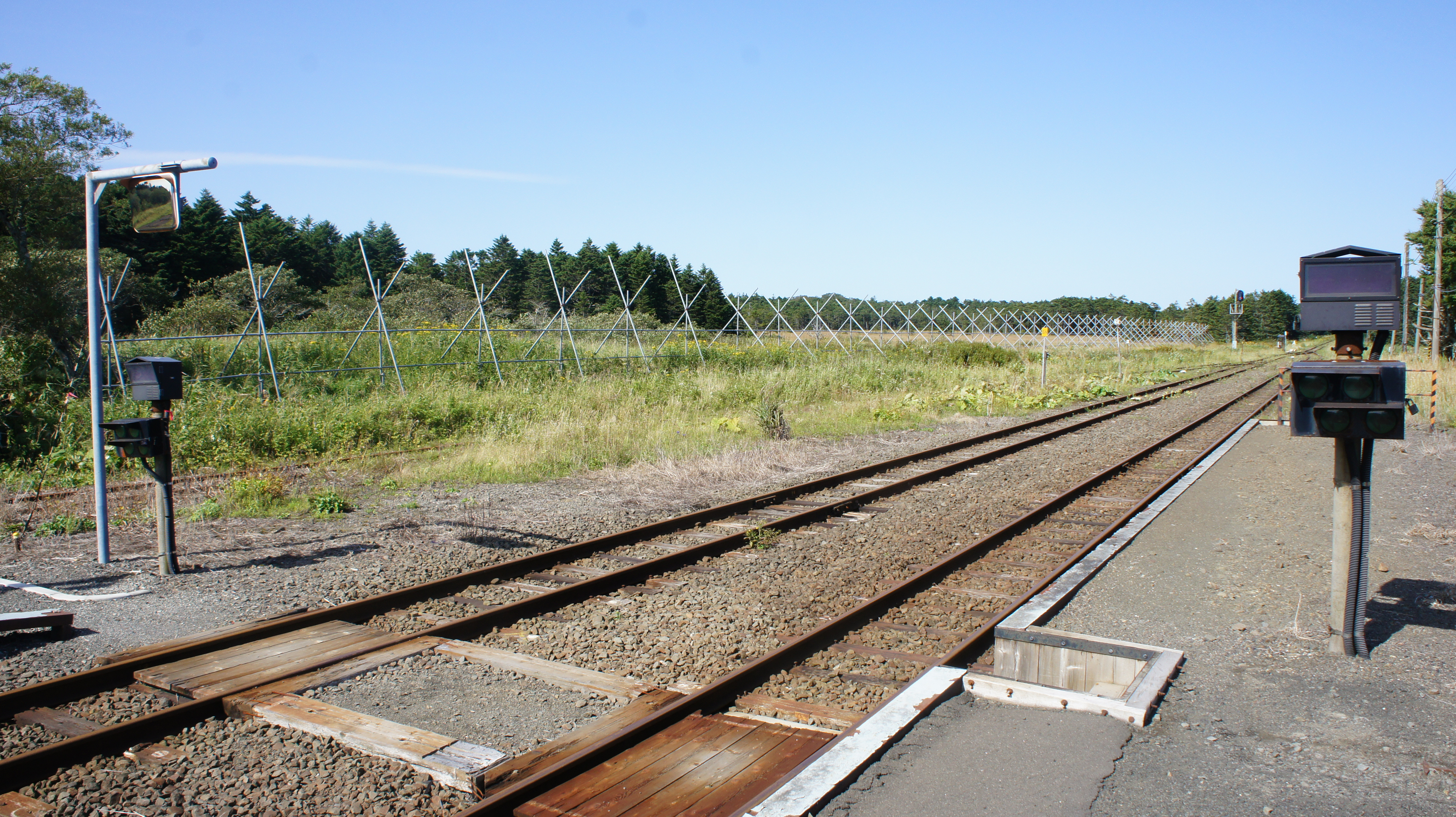
構内踏切（2018年9月）

## 駅弁
2020年4月6日に、JR北海道が、花咲線区間での「ご当地弁当」を楽しむ取り組みを目的に、茶内駅を発着する一部列車（上下各2本）で、以下の駅弁の出張販売（事前予約制）を行うことを発表した。
- たこ飯弁当

## 利用状況
乗車人員の推移は以下のとおり。年間の値のみ判明している年については、当該年度の日数で除した値を括弧書きで1日平均欄に示す。乗降人員のみが判明している場合は、1/2した値を括弧書きで記した。
また、「JR調査」については、当該の年度を最終年とする過去5年間の各調査日における平均である。
| 年度               | 乗車人員（人） | 乗車人員（人） | 乗車人員（人） | 出典       | 備考                |
| 年度               | 年間           | 1日平均        | JR調査         | 出典       | 備考                |
| ------------------ | -------------- | -------------- | -------------- | ---------- | ------------------- |
| 1978年（昭和53年） |                | 113            |                | [ 8 ]      |                     |
| 1979年（昭和54年） | 41,390         | (113.1)        |                | [ 9 ]      |                     |
| 1980年（昭和55年） | 44,175         | (121.0)        |                | [ 9 ]      |                     |
| 1981年（昭和56年） | 43,392         | (118.9)        |                | [ 9 ]      |                     |
| 1982年（昭和57年） | 32,290         | (88.5)         |                | [ 9 ]      |                     |
| 1983年（昭和58年） | 32,343         | (88.4)         |                | [ 9 ]      |                     |
| 1984年（昭和59年） | 26,531         | (72.7)         |                | [ 10 ]     |                     |
| 1985年（昭和60年） | 26,792         | (73.4)         |                | [ 10 ]     |                     |
| 1986年（昭和61年） | 13,251         | (36.3)         |                | [ 10 ]     |                     |
| 1992年（平成04年） |                | (40.0)         |                | [ 11 ]     | 1日平均乗降客数80人 |
| 2016年（平成28年） |                |                | 13.4           | [ JR北 1 ] |                     |
| 2017年（平成29年） |                |                | 14.0           | [ JR北 2 ] |                     |
| 2018年（平成30年） |                |                | 13.0           | [ JR北 3 ] |                     |
| 2019年（令和元年） |                |                | 14.0           | [ JR北 4 ] |                     |
| 2020年（令和02年） |                |                | 13.6           | [ JR北 5 ] |                     |
| 2021年（令和03年） |                |                | 13.8           | [ JR北 6 ] |                     |
| 2022年（令和04年） |                |                | 11.0           | [ JR北 7 ] |                     |

## 駅周辺
- 北海道道142号根室浜中釧路線
- 北海道道1123号落石港線
- 落石郵便局
- 落石漁業協同組合
- 三里浜
- 落石岬・落石岬灯台
- 落石港
- 窓岩
- 根室市立落石僻地保育所
- 根室市立落石小学校
- 根室市立落石中学校
- 落石無線局跡地

## 隣の駅
北海道旅客鉄道（JR北海道）
根室本線（花咲線）

厚床駅 - *別当賀駅 - 落石駅 - 昆布盛駅
*:下りの一部列車は別当賀駅を通過する。

### JR北海道
1. ↑  「根室線（釧路・根室間）」（PDF）『線区データ（当社単独では維持することが困難な線区）』、北海道旅客鉄道、2017年12月8日。オリジナルの2017年12月9日時点におけるアーカイブ。2017年12月10日閲覧。
2. ↑  「根室線（釧路・根室間）」（PDF）『線区データ（当社単独では維持することが困難な線区）(地域交通を持続的に維持するために)』、北海道旅客鉄道株式会社、3頁、2018年7月2日。オリジナルの2018年8月19日時点におけるアーカイブ。2018年8月19日閲覧。
3. ↑  “根室線（釧路・根室間）” (PDF). 線区データ（当社単独では維持することが困難な線区）(地域交通を持続的に維持するために).   北海道旅客鉄道. p. 3 (2019年10月18日). 2019年10月18日時点のオリジナルよりアーカイブ。2019年10月18日閲覧。
4. ↑  “根室線（釧路・根室間）” (PDF). 地域交通を持続的に維持するために > 輸送密度200人以上2,000人未満の線区（「黄色」8線区）.   北海道旅客鉄道. p. 3 (2020年10月30日). 2020年11月2日時点のオリジナルよりアーカイブ。2020年11月2日閲覧。
5. ↑  “駅別乗車人員  特定日調査（平日）に基づく”.   北海道旅客鉄道. 2022年8月3日時点のオリジナルよりアーカイブ。2022年8月14日閲覧。
6. ↑  “駅別乗車人員  特定日調査（平日）に基づく”.   北海道旅客鉄道. 2022年9月3日時点のオリジナルよりアーカイブ。2022年9月3日閲覧。
7. ↑  “駅別乗車人員  特定日調査（平日）に基づく”.   北海道旅客鉄道. 2023年11月10日時点のオリジナルよりアーカイブ。2023年11月10日閲覧。